# Friedrich Adolphi
Friedrich Adolphi (* 8. November 1934 in Hamburg; † 8. Februar 2014 ebenda) war ein deutscher Politiker (Partei Rechtsstaatlicher Offensive, Pro DM und HeimatHamburg) und Mitglied der Hamburgischen Bürgerschaft.

## Leben
Adolphi war verheiratet und hatte drei Kinder. Ab 1950 absolvierte er eine Ausbildung bei der Deutschen Bundespost. Seit 1997 war der Postamtmann im Ruhestand. Mitglied der Deutschen Postgewerkschaft war er seit 1951. Als ehrenamtlicher Fußballjugendtrainer hat er 33 Jahre lang fungiert. Von 1997 bis 2000 war er Schöffe beim Jugendgericht. Adolphi war der Bruder des ehemaligen Abgeordneten Bodo Theodor Adolphi.

## Politik
Adolphi war zunächst Deputierter der Behörde für Bildung und Sport. Von November 2002 bis März 2004 war er Mitglied der Bürgerschaft der Freien und Hansestadt Hamburg. Er war Nachrücker des ausgeschiedenen Abgeordneten Reiner Wohlers. Als Landtagsabgeordneter war Adolphi Mitglied des Rechts- und des Schulausschusses. Adolphi war bis Dezember 2003 Mitglied der Partei Rechtsstaatlicher Offensive und deren Fraktion in der Hamburgischen Bürgerschaft. Im Dezember 2003 trat er mit fünf weiteren Abgeordneten aus der Partei und aus der Fraktion aus und war fortan Mitglied der Pro DM. Im Frühjahr 2007 trat er der neu gegründeten Partei Roger Kuschs Rechte Mitte HeimatHamburg bei. 